# ルクセンブルク大公位継承順位
ルクセンブルク大公位継承順位はルクセンブルク大公位の大公位継承順位を定めたものである。
2011年以降、ルクセンブルクの大公位は、アンリ大公の絶対長子相続、および前大公位の父系制長子相続によって行われている。

## 大公位継承順位
- シャルロット大公 (1896–1985)
  -  ジャン大公 (1921–2019)
    -  アンリ大公 (1955-)
      - (1) ギヨーム大公世子 (1981-)
        - (2) シャルル・ド・リュクサンブール（英語版） (2020-)
        - (3) フランソワ・ド・リュクサンブール（フランス語版） (2023-)

      - (4) フェリックス大公子 (1984-)
        - (5) アマリア・ド・リュクサンブール（英語版） (2014-)
        - (6) リアム・ド・リュクサンブール（英語版）(2016-)
        - (7) バルタザール・ド・リュクサンブール（英語版）(2024-)

      - ルイ大公子[注釈 1] (1986-)
        - ガブリエル (2006-)
        -  ノア (2007-)

      - (8) アレクサンドラ大公女 (1991-)
        - (9) ヴィクトワール・バゴリー (2024-)

      - (10) セバスティアン大公子 (1992-)

    - ジャン大公弟（フランス語版）[注釈 2] (1957-)
      - コンスタンティン (1988-)
      - ウェンセスラス (1990-)
      -  カール＝ヨハン (1992-)

    - (11) ギヨーム大公弟（フランス語版） (1963-)
      - (12) ポール・ルイ・ジャン・マリー・ギヨーム (1998-)
      - (13) レオポルド・ギヨーム・マリー・ジョセフ (2000-)
      - (14) ジャン・アンドレ・ギヨーム・マリー・ガブリエル・マーク (2004-)

  -  シャルル大公弟（フランス語版） (1927–1977)
    - (15) ロベール・ルイ・フランソワ・マリー（英語版） (1968-)
      - (16) アレクサンドル・セオドア・シャルル・マリー (1997-)
      - フレデリック・アンリ・ダグラス・マリー (2002-2025)[1]

## 大公位の継承法

### 歴史
ルクセンブルクの憲法では、1783年制定のナッサウ家内法、1815年制定のウィーン議定書、および1867年制定のロンドン条約に従って、大公位はナッサウ家が継承すると定められている。
1907年4月、男子の子がいなかった大公ギヨーム4世は、ナッサウ家内法の改正を命じ、ルクセンブルク議会によって1907年7月に承認され、制定された。本法では、大公の長女は継承することができる (この規定は1783年の家内法の内容と同じ) が、彼女の後は、家内法を遵守した婚姻によって生まれた彼女の男系の子に継承し、それが適わない場合は大公の次女に対して同様の慣例が適用される。このように、大公の娘の子は厳格に男系子孫にのみ継承権が与えられ、より年少の娘の男系男子の子孫は年長の娘の女性子孫よりも優先された。ルクセンブルクのこの継承に関する法は、大公ギヨーム4世の娘から生まれた男系子孫の中で特別命令として適用された。
家内法の1907年の改正は、ナッサウ家の男系の分家メーレンベルク家の継承を回避した。メーレンベルク家は、大公ギヨーム4世の叔父のニコラウス・ヴィルヘルム・フォン・ナッサウと、ロシアの無位の貴族で詩人でもあるアレクサンドル・プーシキンの娘ナターリヤ・プーシキナとの貴賎結婚によって生まれたゲオルク・フォン・メーレンベルク伯爵(1871–1948) という男系相続人を有していた。メーレンベルク家系が大公位に対する相続権を認められているとする主張は、彼と彼の子孫が、彼の結婚相手がロシアのツァーリ、アレクサンドル2世の貴賎結婚で出来た娘オリガ・アレクサンドロヴナ・ユーリエフスカヤ公女であったにもかかわらず、貴賤婚の出生子で王族と認められないという理由で退けられた。やがてメーレンベルク家系も1965年には男系男子が絶えた。唯一存命している男系子孫はクロティルデ・フォン・メーレンベルク女伯で、アンリ大公から一世代離れた従姪にあたる。

### 絶対長子相続制
ルクセンブルク大公位の継承において女性よりも男性を優先することは、アンリ大公の命によって、2011年6月20日に長子相続のために放棄された。今後、憲法第3条とナッサウ家内法に規定される通り、公式な婚姻によって生まれたルクセンブルク大公家のあらゆる正当な女性継承者も大公位を継承することができるようになり、性別の如何にかかわらず家系の年長順に継承されることとなる。これは、アンリ大公の子孫による継承に最初に適用される。大公の高官は、改革の背景を説明する法令に、追補を出し、1979年に国連で採択された "女子に対するあらゆる形態の差別の撤廃に関する条約" に準じて、2008年、大公位の継承に関して宣言した性別による差別をしないという例外を大公は廃止した、と発表した。